# Cayuga White
Cayuga White ist eine Weißweinsorte. Sie wurde 1945 durch den amerikanischen Züchter John Einset neu gezüchtet. Cayuga White ist eine Kreuzung zwischen Seyval Blanc und Schuyler. Es handelt sich dabei um eine überaus komplexe Züchtung, in der Gene der Wildreben Vitis rupestris, Vitis aestivalis, Vitis labrusca und Vitis vinifera vorhanden sind.
Entwickelt wurde die Neuzüchtung an der Cornell University in Geneva (dem  New York State Agricultural Experiment Station, Department of Pomology and Viticulture, also das Rebenzüchtungs-Institut im Bundesstaat New York). Die Universität liegt am südlichen Ende des Cayuga Lake, nach dem die Sorte benannt ist. Erste Versuchsanpflanzungen wurden 1969 angelegt.
Cayuga White liefert fruchtige Weißweine mit hohen Säurewerten die einem Riesling entfernt ähneln. Da es sich somit um eine Hybridrebe handelt, ist sie für Qualitätsweine gemäß EU-Bestimmungen nicht zugelassen. Bekannt sind Rebflächen in den amerikanischen Bundesstaaten Maryland (→ Weinbau in Maryland), North Carolina (→ Weinbau in North Carolina), Pennsylvania (→ Weinbau in Pennsylvania),  New Jersey (→ Weinbau in New Jersey) und Virginia (→ Weinbau in Virginia). Die wuchskräftige Sorte ist nicht sehr winterhart.
Abstammung: Seyval Blanc x Schuyler

## Synonyme
Cayuga White ist auch unter den Synonymen Cayuga, Weiß Cayuga, GW 3, NY 33403 und New York 33403 bekannt.